# Барражирование
Барражи́рование (от фр. barrage — «заграждение»), в авиации — режим полёта летательного аппарата (самолёта, вертолёта, ракеты, БПЛА) со скоростью, обеспечивающей наибольшую продолжительность полёта с целью оперативного реагирования на возникающую угрозу.
Также, в случае с истребителями, этот режим позволяет сопровождать группы более тихоходных бомбардировщиков вглубь театра военных действий (ТВД) для прикрытия от атак истребительной авиации противника.

## Примеры
Примеры ЛА, которые были спроектированы под этот режим:

### Самолёты
- Mitsubishi Ki-109
- Ту-128
- Як-27

### Вертолёты
- Ка-50

### Ракеты
- ALARM

### БПЛА
- Орлан-10